# Lyroneces orcinus
Lyroneces orcinus is een keversoort uit de familie netschildkevers (Lycidae). De wetenschappelijke naam van de soort werd in 1999 gepubliceerd door Sergey Vasiljevich Kazantsev.